# Thomisus daradioides
Thomisus daradioides là một loài nhện trong họ Thomisidae.
Loài này thuộc chi Thomisus. Thomisus daradioides được Eugène Simon miêu tả năm 1890.